# Acherontia atropos

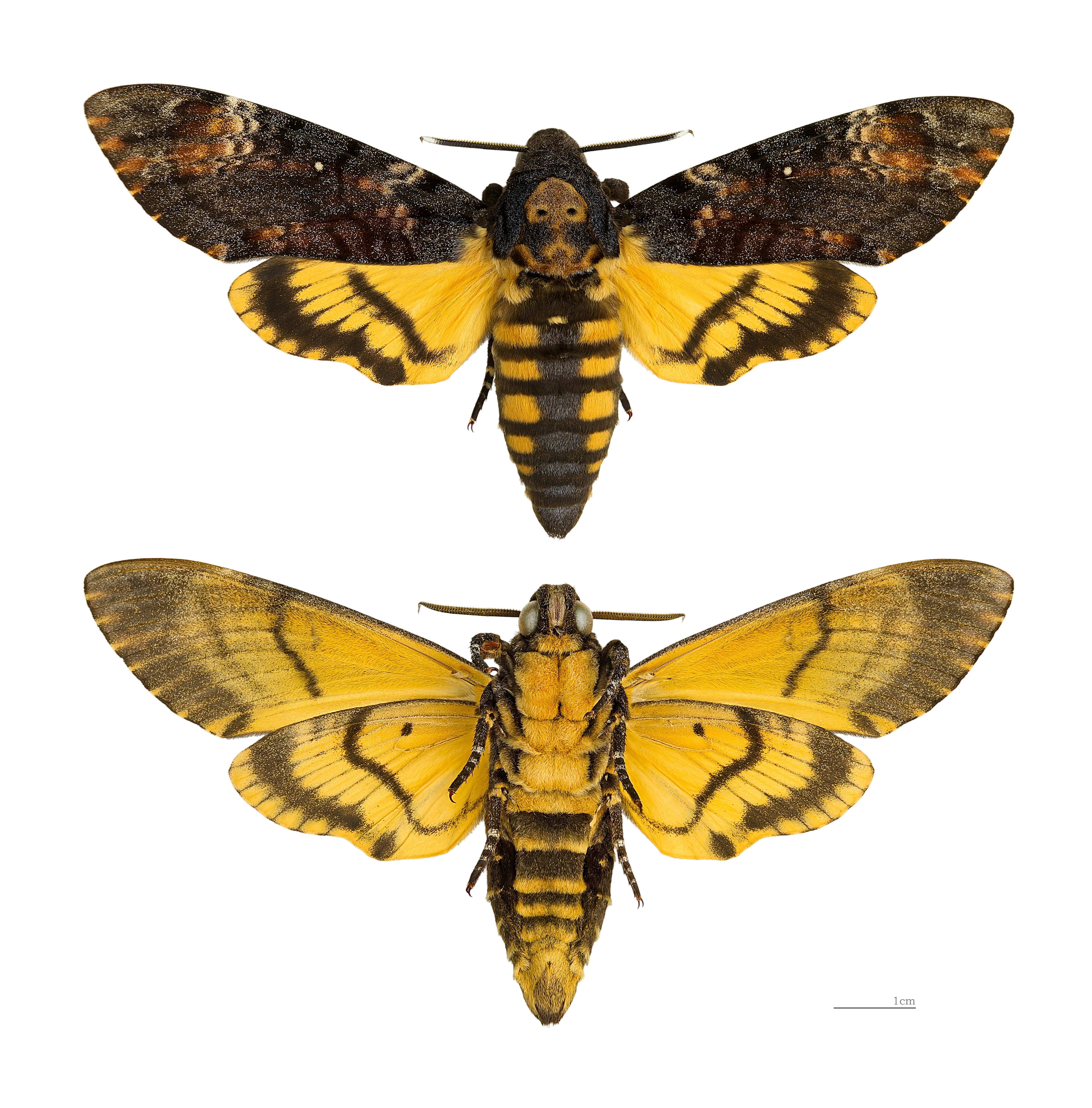
„Acherontia atropos”

Denumirea cap-de-mort se referă de obicei la una dintre cele trei specii (A. atropos, A. styx și A. lachesis) de molii din genul Acherontia. Poate fi găsit în Orientul Mijlociu și în regiunea mediteraneană, dar și în nordul și sudul Marii Britanii ca urmare a iernilor blânde din ultimii ani, această molie poate fi distinsă cu ușurință datorită desenului galben-brun în forma de craniu de pe partea dorsală a toracelui.